# Arttu Hoskonen
Arttu Hoskonen (Kaarina, 1997. április 16. –) finn válogatott labdarúgó, a lengyel Cracovia hátvédje.

## Pályafutása

### Klubcsapatokban
Hoskonen a finnországi Kaarina városában született. Az ifjúsági pályafutását az Inter Turku akadémiájánál kezdte.
2016-ban mutatkozott be az Inter Turku első osztályban szereplő felnőtt keretében. 2022-ben a HJK Helsinkihez igazolt. 2023. január 23-án 2½ éves szerződést kötött a lengyel első osztályban érdekelt Cracovia együttesével. Először a 2023. február 17-ei, Stal Mielec ellen 2–1-re megnyert mérkőzés félidejében, Jakub Jugas cseréjeként lépett pályára. Első gólját 2023. február 25-én, a Piast Gliwice ellen idegenben 2–1-es vereséggel zárult találkozón szerezte meg.

### A válogatottban
Hoskonen az U16-os korosztályú válogatottban is képviselte Finnországot.
2022-ben debütált a felnőtt válogatottban. Először a 2022. november 17-ei, Észak-Macedónia ellen 1–1-es döntetlennel zárult mérkőzésen lépett pályára.

## Statisztikák
2023. július 22. szerint
| Klub         | Szezon   | Osztály       | Bajnokság | Bajnokság | Kupa  | Kupa | Nemzetközi | Nemzetközi | Összesen | Összesen |
| Klub         | Szezon   | Osztály       | Meccs     | Gól       | Meccs | Gól  | Meccs      | Gól        | Meccs    | Gól      |
| ------------ | -------- | ------------- | --------- | --------- | ----- | ---- | ---------- | ---------- | -------- | -------- |
| Inter Turku  | 2016     | Veikkausliiga | 18        | 0         | 0     | 0    | —          | —          | 18       | 0        |
| Inter Turku  | 2017     | Veikkausliiga | 6         | 0         | 3     | 1    | —          | —          | 9        | 1        |
| Inter Turku  | 2018     | Veikkausliiga | 25        | 1         | 0     | 0    | —          | —          | 25       | 1        |
| Inter Turku  | 2019     | Veikkausliiga | 16        | 0         | 0     | 0    | 1          | 0          | 17       | 0        |
| Inter Turku  | 2020     | Veikkausliiga | 17        | 1         | 4     | 0    | 1          | 0          | 22       | 1        |
| Inter Turku  | 2021     | Veikkausliiga | 13        | 0         | 5     | 1    | 2          | 0          | 20       | 1        |
| Inter Turku  | Összesen | Összesen      | 95        | 2         | 12    | 2    | 4          | 0          | 111      | 4        |
| HJK Helsinki | 2022     | Veikkausliiga | 21        | 3         | 2     | 0    | 13         | 0          | 36       | 3        |
| Cracovia     | 2022–23  | Ekstraklasa   | 11        | 1         | 0     | 0    | —          | —          | 11       | 1        |
| Cracovia     | 2023–24  | Ekstraklasa   | 1         | 0         | 0     | 0    | —          | —          | 1        | 0        |
| Cracovia     | Összesen | Összesen      | 12        | 1         | 0     | 0    | 0          | 0          | 12       | 1        |
| Összesen     | Összesen | Összesen      | 128       | 6         | 14    | 2    | 17         | 0          | 159      | 8        |

### A válogatottban
| Válogatott | Év       | Pályára lépés | Gól |
| ---------- | -------- | ------------- | --- |
| Finnország | 2022     | 2             | 0   |
| Finnország | 2023     | 2             | 0   |
| Összesen   | Összesen | 4             | 0   |

## Sikerei, díjai
Inter Turku
- Finn Kupa
  - Győztes (1): 2017–18
  - Döntős (1): 2020

HJK Helsinki
- Veikkausliiga
  - Bajnok (1): 2022